# Idrottsklubben Sirius
L'Idrottsklubben Sirius, citato nella sua forma contratta IK Sirius, è una società polisportiva svedese con sede a Uppsala, capoluogo del comune e della contea omonimi.
Attiva in numerosi sport, è maggiormente nota per i risultati nelle discipline sportive del bandy, dell'Innebandy, e del calcio, con la formazione maschile dell'Idrottsklubben Sirius Fotboll che milita in Allsvenskan.